# La nouvelle mission de Judex
La nouvelle mission de Judex é um seriado francês de 1918, época do cinema mudo, produzido pela Gaumont Film Company, relatando as aventuras de Judex, herói das Pulp Magazines criado por Louis Feuillade e Arthur Bernède, e que tem semelhanças com The Shadow. O seriado é uma continuação de Judex, de 1916, também de Feuillade. Teve sua première, com público linitado, em novembro de 1917, mas estreou nos cinemas franceses em 28 de janeiro de 1918.

## Conceito

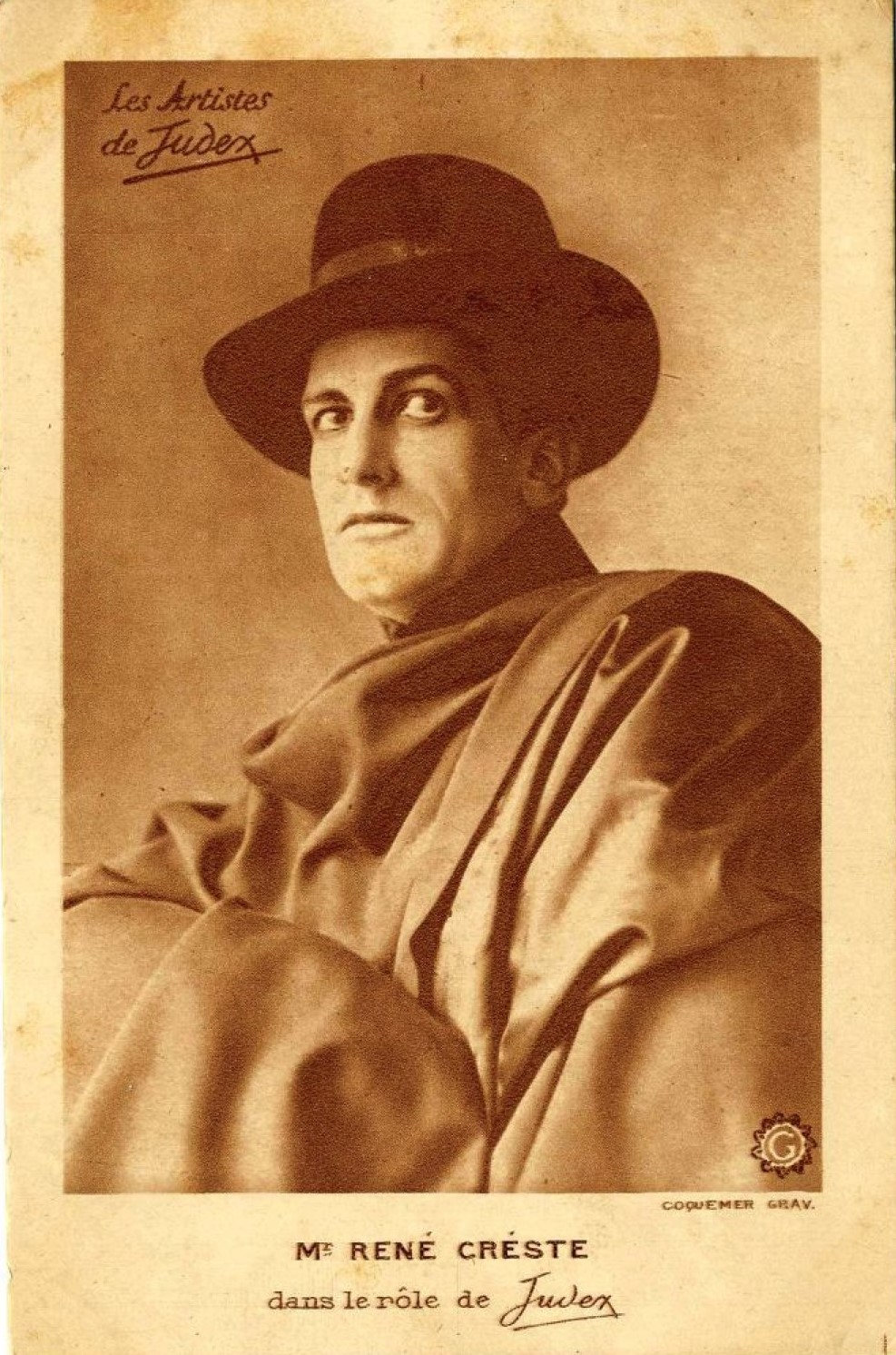
René Cresté interpretando Judex.

Feuillade havia realizado dois seriados, Fantômas e Les Vampires, sobre atividades criminosas. Embora populares junto ao público, os seriados foram muito criticados por glorificar os bandidos. Feuillade respondeu a tais preocupações criando o herói Judex, que tinha a pompa sinistra dos vilões extravagantes tão populares na época, lançando em 1916 o seriado Judex.
Judex era um vingador misterioso que se vestia de preto e usava chapéu e uma capa, como Aristide Bruant, cantor francês da época. Este traje é bem semelhante ao traje do herói de Pulp Magazine estadunidense posterior The Shadow.
Judex antecipou os heróis pulp e os super-heróis em muitos aspectos. Ele foi um lutador magistral, um perito em disfarces e ostentava uma sede secreta. Nas passagens subterrâneas sob um castelo em ruínas, Judex tinha uma base equipada com dispositivos tecnológicos. Ele também tinha uma identidade secreta, e Judex é um nome-de-guerra que ele adotou em sua busca de vingança.
Devido à semelhança estilística com os outros seriados policiais de Feuillade, Fantômas (1913) e Les Vampires (1915), frequentemente eles são considerados em conjunto, como uma trilogia.

## Capítulos
1. Le Mystère d'une nuit d'été
2. L'Adieu au bonheur
3. L'Ensorcelée
4. La Chambre aux embûches
5. La Forêt hantée
6. Une lueur dans les ténèbres
7. La Main morte
8. Les Captives
9. Les Papiers du docteur Howey
10. Les Deux Destinées
11. Le Crime involontaire
12. Châtiment

## Elenco

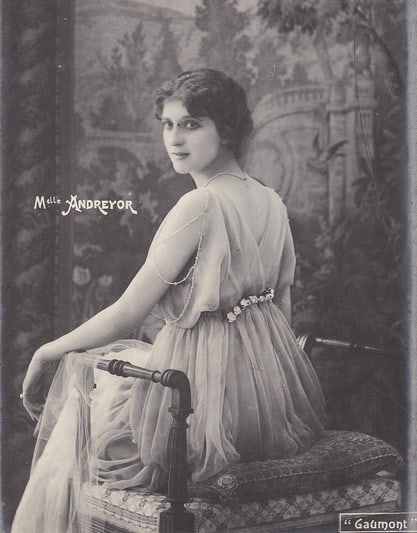
Yvette Andreyor intérprete de Jacqueline nos dois seriados sobre Judex.

- René Cresté – Henri de Tremeuse/ Judex
- Musidora - Diana Monti/ Marie Verdier
- Édouard Mathé - Roger de Tremeuse
- Gaston Michel - Pierre Kerjean
- Yvette Andréyor - Jacqueline Aubry
- Louis Leubas – o banqueiro Favraux
- Marcel Lévesque - Cocantin
- Olinda Mano –  Jean

## Refilmagens
Maurice Champreux, genro de Feuillade, fez uma refilmagem de Judex em 1934, com Rene Ferté, Vallée de Marcel, Mihalesco, Jean Lefebvre, René Navarre, Constantini.
Georges Franju a refilmou em 1963, em uma versão em homenagem a Feuillade, também intitulada Judex. Jacques Champreux, neto de Feuillade e filho de Maurice Champreux, juntamente com Francis Lacassin assinaram o roteiro, com a  atuação de Channing Pollock (Judex), Michel Vitold (Favraux), Édith Scob (Jacqueline), Francine Bergé, Jacques Jouanneau, Theo Sarapo, Sylvia Koscina, René Génin.